# 兴平乡 (西吉县)
兴平乡，是中华人民共和国宁夏回族自治区固原市西吉县下辖的一个乡镇级行政单位。

## 行政区划
兴平乡下辖以下地区：
兴平村、韩垴村、赵垴村、油房岔村、虎家湾村、堡湾村、杨岔村、杨坪村、友爱村、王湾村、王堡村和仁家湾村。